# Franz Haslehner
Franz Haslehner (* 1. Februar 1933 in St. Agatha; † 26. Februar 2019) war ein österreichischer Politiker (ÖVP). Er war von 1970 bis 1995 Bürgermeister von Waizenkirchen und von 1973 bis 1990 Abgeordneter zum Oberösterreichischen Landtag.

## Leben
Franz Haslehner war gelernter landwirtschaftlicher Facharbeiter und arbeitete als Sekretär beim Oberösterreichischen Land- und Forstarbeiterbund.
Ab 1967 war er ÖVP-Gemeinderat in Waizenkirchen, wo er vom 15. Mai 1970 bis zum 15. März 1995 das Amt des Bürgermeisters ausübte. Am 16. November 1973 wurde er mit Beginn der XXI. Gesetzgebungsperiode als Abgeordneter zum Oberösterreichischen Landtag angelobt, wo er Mitglied im Ausschuss für volkswirtschaftliche Angelegenheiten, für Finanzen, für öffentliche Wohlfahrt und im Kontrollausschuss war. Dem Oberösterreichischen Landtag gehörte er bis zum 6. Dezember 1990 in der XXIII. Gesetzgebungsperiode an.
Haslehner war Gründungsobmann des Reinhalteverbandes Aschachtal, Obmann-Stellvertreter des Bezirksabfallverbandes Grieskirchen und Obmann der Bürgermeisterkonferenz des Bezirkes Grieskirchen.

## Auszeichnungen
- 1973: Silbernes Ehrenzeichen für Verdienste um die Republik Österreich[3]
- 1995: Ehrenbürger der Marktgemeinde Waizenkirchen[2]
- 2003: Goldenes Ehrenzeichen des Landes Oberösterreich[2]